# モダンどうよう
『モダンどうよう』は、1993年8月20日に発売されたSAMPLE BATTLERS TOKYO featuring CoCoのEPアルバム。オリコン最高位46位を記録。フジテレビ『ウゴウゴルーガ』より。著名な童謡・唱歌のカバー曲を収録。

## 収録曲
（全編曲：SAMPLE BATTLERS TOKYO）
1. ふしぎなポケット
作詞：まど・みちお／作曲：渡辺茂]
2. ピクニック
作詞:萩原栄一／イギリス民謡
3. てるてるぼうず
作詞：浅原鏡村／作曲:中山晋平
4. かたつむり
文部省唱歌[1]